# Michael Brown (Musiker)
Michael Brown (* 25. April 1949 in New York City als Michael Lookofsky; † 19. März 2015 in Englewood, New Jersey) war ein US-amerikanischer Keyboarder und Songschreiber, der in den 1960er Jahren durch seine Mitarbeit in der Pop-Gruppe The Left Banke bekannt wurde.

## The Left Banke
Brown begann seine Karriere als Berufsmusiker in den World United Studios in New York, wo er als Keyboardspieler und Assistent seines Vaters, des Studiobesitzers, Produzenten und Violinisten Harry Lookofsky, arbeitete. Hier lernte er 1965 den Technik-Assistenten Steve Martin, den Schlagzeuger George Cameron, und den Bassisten Tom Finn, kennen. Die vier Musiker gründeten die Band Left Banke und hatten mit Browns Kompositionen Walk Away Renee und Pretty Ballerina Top Twenty Hits in den US-Charts. 1967 verließ er, frustriert über seine Leistungen bei Live-Auftritten und nicht bereit weiterhin auf Tournee zu gehen, die Gruppe.
Brown, dem vorschwebte wie Brian Wilson künftig zuhause zu bleiben und dort Songs zu schreiben, engagierte den Sänger Bert Sommer und nahm mit ihm die als Single veröffentlichten Lieder Ivy Ivy und And Suddenly auf. Als Cameron, Finn und Martin mit einem Gerichtsverfahren wegen der Namensrechte drohten, weigerten sich die Radiostationen die Single zu spielen, mit der Folge, dass sie weitgehend unbekannt blieb.
Die anderen Left Banke Mitglieder versöhnten sich mit Brown und nahmen mit ihm den Song In The Morning Light und die Single Desiree auf. Desiree war wieder eine Kombination aus Rock und Elementen klassischer Musik, jedoch wesentlich weiter entwickelt als der frühere Barock-Pop und der kreative Höhepunkt der Band. Als die Single nur Platz 98 der Charts erreichte, gingen Brown und Brand wieder eigene Wege. 
1969 kam es noch einmal zu einer Zusammenarbeit zwischen Brown und Martin bei der Single Myrah. 1971 fand die Originalbesetzung von Left Banke zu einer weiteren bei Love Songs In The Night zusammen. Nachdem keiner der Bemühungen zum Erfolg geführt hatte, kehrte Brown Left Banke endgültig den Rücken und wandte sich neuen Projekten zu.

## Montage
Nach seinem Ausstieg bei Left Banke 1968 widmete Brown seine Aufmerksamkeit der New Yorker Band Montage. Die Gruppe bestand aus dem Schlagzeuger Vance Chapman, dem Bassisten Lance Corneulius, dem Gitarristen Mike Smyth und dem Sänger Bob Steurer und Brown trat ihr nicht als reguläres Mitglied bei, sondern fungierte als Produzent, Arrangeur und Gast-Keyboarder. Gleichzeitig steuerte er die meisten Kompositionen bei und sorgte bei dem ersten Album der Gruppe dafür, dass es klanglich und stilistisch dort begann, wo er mit Desiree aufgehört hatte. Trotz gelungenem Klassik-Pop mit Left Banke-ähnlichem Gesang, aufwendigen Chorarrangements und guter Kritiken verkaufte es sich denkbar schlecht. Die Gruppe löste sich bald danach auf.

## The Stories
The Stories wurden 1972 gegründet und bestanden aus Michael Brown (Keyboards), Ian Lloyd (Gesang, Bass), Steve Love (Gitarre) und Bryan Madey (Schlagzeug). Mit den Stories wandte sich Brown dem Progressive Rock zu, der mit dem sensiblen Klassik-Pop von Left Banke nichts mehr gemeinsam hatte. Lloyds Gesang erinnert an Jon Anderson und Rod Stewart und die harten Sounds an die Beatles und Badfinger Ende der 1960er Jahre.
Brown verließ die Band 1973, da er mit der musikalischen Richtung nicht mehr einverstanden war. Kurz nach seinem Ausstieg hatten die Stories mit der Single Brother Louie, an der Brown nicht mehr beteiligt gewesen war, einen überraschend großen Erfolg.

## The Beckies
Nach einer zweijährigen Pause tat sich Brown mit dem Sänger Scott Trusty, dem Schlagzeuger Gary Hodgden und dem Gitarristen Mayo James McAllister zu der Formation The Beckies zusammen. Sound und Material unterschieden sich bei diesem Projekt nur unwesentlich von dem der Stories. Ausnahmen waren die Coverversionen der 1950er Jahre Songs River Bayou und Other Side Of Town sowie ein zaghafter Versuch in Richtung Disco-Musik mit Song Called Love. Die Mischung aus kommerziellem Pop enttäuschte diejenigen, die auf Barock-Pop gewartet hatten, erhielt aber gute Kritiken. Mittlerweile beherrschte jedoch die Disco-Welle soweit den breiten Publikumsgeschmack, dass das Album unzeitgemäß wirkte und sich schwach verkaufte.
Nach der baldigen Auflösung der Band zog Brown sich aus dem Musikgeschäft zurück. Erst Anfang der 1990er Jahre trat er wieder als Musiker und Komponist auf einem Album der Sängerin Yvonne Vitale in Erscheinung. Brown starb am 19. März 2015 im Alter von 65 Jahren an Herzversagen in seinem Zuhause in Englewood, New Jersey.

## Diskografie
The Left Banke
- I Haven’t Got The Nerve / I’ve Got Something On My Mind (Single, 1966)
- Walk Away Renee / I Haven’t Got The Nerve (Single, 1966)
- Pretty Ballerina / Lazy Day (Single, 1966)
- Walk Away Renee / Pretty Ballerina (Album, 1967)
- Ivy Ivy / And Suddenly (Single, 1967)
- She May Call You Up Tonight / Barterers And Their Wives (Single, 1967)
- Desiree / I’ve Got Something On My Mind (Single, 1967)
- The Left Banke Too (Album, 1968)
- Dark Is The Bark / My Friend Today (Single, 1968)
- Goodbye Holly / Sing Little Bird Sing (Single, 1968)
- Give The Man A Hand / Bryant Hotel (Single, 1968)
- Nice To See You / There’s Gonna Be A Storm (Single, 1969)
- Myrah / Pedestal (Single, 1969)
- There’s Gonna Be A Storm (Compilation-Album, 1992)

Montage
- Montage (Album, 1969)

The Stories
- Stories (Album, 1972)
- About Us (Album, 1973)

The Beckies
- The Beckies (Album, 1976)
- River Bayou / Song Called Love (Single, 1976)